# 巴勃罗·波佐

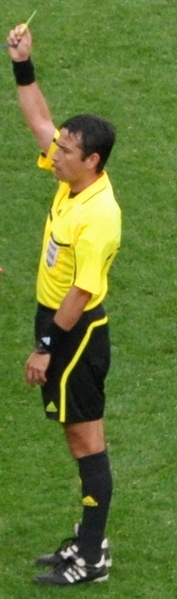
巴勃罗·波佐

巴勃罗·波佐（Pablo Pozo，1973年3月27日—），智利足球裁判，也是2010年世界盃足球賽的主球證之一。

## 生涯
巴勃罗·波佐於1999年通過國際足協的考核，成為國際賽事裁判。然而，在隨後的幾年中，他僅為智利甲組足球聯賽判法。時至2003年9月，他為玻利維亞對哥倫比亞的世界盃外圍賽執法，這是他首場執法的國際性賽事。
2008年，波佐成為北京奧運的主裁判。次年，他為世界冠軍球會盃的準決賽與季軍賽判法。2010年，他成為南非世界盃的主裁判之一，是繼1998年世界盃後，第二位的智利球證。

## 資料來源
1. ↑  Árbitro Pablo Pozo es preseleccionado para dirigir en el Mundial de Sudáfrica （页面存档备份，存于）(西班牙語)